# Liste der Baudenkmäler in Kleinblittersdorf
In der Liste der Baudenkmäler in Kleinblittersdorf sind alle Baudenkmäler der saarländischen Gemeinde Kleinblittersdorf nach ihren Ortsteilen aufgelistet. Grundlage ist die Veröffentlichung der Landesdenkmalliste im Amtsblatt des Saarlandes vom 22. Dezember 2004 und die aktuelle Teildenkmalliste des Regionalverbandes Saarbrücken in der Fassung vom 9. August 2017. Sofern nicht näher bezeichnet, handelt es sich bei den Objekten um Einzeldenkmäler.

## Auersmacher
| Lage                            | Beschreibung                                                           | Datierung                                                                        | Bild |
| ------------------------------- | ---------------------------------------------------------------------- | -------------------------------------------------------------------------------- | ---- |
| Ahornstraße 26 Lage             | Ehemalige Schule, Wirtschaftsgebäude                                   | um 1900, Anbau von 1923                                                          |      |
| Außerhalb der Ortslage Lage     | Wegekreuz                                                              | 19. Jahrhundert                                                                  |      |
| Außerhalb der Ortslage Lage     | Wegekreuz                                                              | 1859                                                                             |      |
| Kapellenstraße Lage             | Dreifaltigkeitskreuz bei der Kuchlinger Kapelle, Wegekreuz             | 1791                                                                             |      |
| Kapellenstraße Lage             | Kath. Kuchlinger Kapelle St. Wendalinus und St. Agatha mit Ausstattung | 1797                                                                             |      |
| Kapellenstraße 33 Lage          | Wegekreuz                                                              | 1730                                                                             |      |
| Sitterswalder Straße 33 Lage    | Wegekreuz                                                              | 1776                                                                             |      |
| Sitterswalder Straße 52/54 Lage | Wegekreuz                                                              | 1814                                                                             |      |
| St.-Barbara-Straße Lage         | Kath. Kirche Mariä Heimsuchung                                         | 1843–44, Ausstattung des 18. Jahrhunderts, Stumm-Orgel von 1862 in neuem Gehäuse |      |
| St.-Barbara-Straße 2 Lage       | Bauernhaus                                                             | 1784                                                                             |      |
| St.-Barbara-Straße 8 Lage       | Sandsteinportal des Bauernhauses                                       | 1721                                                                             |      |
| St.-Barbara-Straße 15 Lage      | Bauernhaus                                                             | 18. Jahrhundert, 1994 Erweiterung und Umbau zum Heimatmuseum                     |      |

## Bliesransbach
| Lage                   | Beschreibung | Datierung                                                                          | Bild         |
| ---------------------- | --- | ---------------------------------------------------------------------------------- | ------------ |
| Eschringer Straße Lage | Alte kath. Pfarrkirche St. Lukas. Umbau / Erweiterung eines Vorgängerbaus aus dem 17. Jahrhundert durch Johann Jakob Lautemann, Baudirektor in Saarbrücken | 1779                                                                               |              |
| Eschringer Straße 6    | Bauernhaus | 18. Jahrhundert                                                                    | Bild gesucht |
| Eschringer Straße 11   | Türsturz | 1730                                                                               | Bild gesucht |
| Eschringer Straße 13   | Kath. Pfarrhaus St. Lukas | 1835                                                                               |              |
| Fechinger Straße 19    | Marienfigur an der Kapelle des Schwesternhauses, sog. „Karmelskönigin“, Skulptur                                                                           | 18. Jahrhundert                                                                    |              |
| In den großen Reben    | Ev. Pfarrkirche | 1960 von Helmut Dunker, in Saarbrücken-Folsterhöhe errichtet und 1965 transloziert |              |
| Kirchenstraße          | Kath. Pfarrkirche St. Lukas | 1930–31 von Peter Marx, Figuren des 18. Jahrhunderts                               |              |
| Wendalinusstraße       | Das Wegekreuz von 1771 in der Wendlinusstraße/Ecke Bischof-Schmidt-Straße                                                                                  | 1771                                                                               |              |
| Wendalinusstraße       | Friedhofskreuz | 18. Jahrhundert                                                                    | Bild gesucht |
| Wendalinusstraße       | Wendalinuskapelle mit Ausstattung | 1736, 1862 Erneuerung                                                              |              |
| Wendalinusstraße 27    | Hirtenhaus | um 1850                                                                            |              |

## Kleinblittersdorf
| Lage                                    | Beschreibung                                                            | Datierung                                                  | Bild         |
| --------------------------------------- | ----------------------------------------------------------------------- | ---------------------------------------------------------- | ------------ |
| An der Alten Kirche 1                   | „Der Dom“, ehemals kath. Kirche St. Agatha mit Umfassungsmauer Friedhof | 1759–60, verschiedene Umbauten 20. Jahrhundert             |              |
| Außerhalb der Ortslage                  | Sogenanntes „Hasekreuz“, Wegekreuz                                      | 1782                                                       |              |
| Außerhalb der Ortslage                  | „Die Sorg“, Mauerreste eines Rebenhauses auf dem Geisberg               | 1773                                                       |              |
| Elsässer Straße o. Nr.                  | Lennekreuz bzw. Lindenkreuz, Wegekreuz                                  | 1880, 1956 völlig erneuert                                 |              |
| Elsässer Straße 40                      | Bauernhaus                                                              | 1740                                                       | Bild gesucht |
| Elsässer Straße 42                      | Bauernhaus                                                              | 1740                                                       | Bild gesucht |
| Elsässer Straße 47/49                   | Bauernhaus                                                              | 18. Jahrhundert                                            | Bild gesucht |
| Friedhofstraße                          | Kreuzigungsgruppe auf dem Friedhof                                      | um 1920                                                    |              |
| Kreuzung Klosterstraße / Friedhofstraße | Dorfbrunnen, sog. „Kindchesbrunne“                                      | 1923                                                       |              |
| Klosterstraße 33                        | Kreuzwegstationen auf dem Friedhof                                      | 1930–32 von Johannes Mettler                               |              |
| Kuchlinger Straße 17                    | „Hofgut Heckel“, Herrenhaus                                             | um 1830                                                    |              |
| Kuchlinger Straße 15                    | „Hofgut Heckel“, Gesindehaus                                            | um 1830                                                    |              |
| Oberdorfstraße 54/55                    | Wohnhaus                                                                | um 1875                                                    | Bild gesucht |
| Rathausstraße 9                         | Wohnhaus                                                                | um 1905                                                    | Bild gesucht |
| Rathausstraße 16–18                     | sog. Herrenhaus, Wohnhaus                                               | um 1760/70                                                 | Bild gesucht |
| Rebenstraße 39–41                       | „Rebenhof“                                                              | Wohn- und Wirtschaftsgebäude von 1830, Herrenhaus von 1833 | Bild gesucht |
| Saarbrücker Straße 18                   | Bahnhofsempfangsgebäude                                                 | um 1870                                                    |              |
| Saarbrücker Straße 25                   | Wohnhaus                                                                | um 1925                                                    | Bild gesucht |
| St. Agatha Straße / Friedhofstraße      | Kath. Pfarrkirche St. Agatha mit Ausstattung                            | 1906–08 von Wilhelm Hector                                 |              |
| St.-Agatha-Straße                       | Arme-Seelen-Kreuz, Wegekreuz                                            | 1805 von Peter Hentz                                       |              |
| Wintringer Hof                          | Kath. Kapelle St. Wolfgang, Wallfahrtskapelle                           | 2. Hälfte 15. Jahrhundert                                  |              |
| Zur Fabrik 2                            | Direktorenwohnhaus mit Ausstattung                                      | um 1875, Erweiterung 1907 von Paul Wiesert                 |              |

## Rilchingen-Hanweiler
| Lage                      | Beschreibung                                              | Datierung                                                   | Bild            |
| ------------------------- | --------------------------------------------------------- | ----------------------------------------------------------- | --------------- |
| Außerhalb der Ortslage    | Wegekreuz                                                 | 1771                                                        | Bild gesucht BW |
| Bahnhofstraße 77          | Bauernhaus mit Gewölbekeller                              | 1843                                                        | Bild gesucht BW |
| Bahnhofstraße 79          | Bauernhaus                                                | um 1750                                                     |                 |
| Peter-Friedhofen-Straße 1 | Kapelle des ehem. Kurhauses mit vorgelagertem Treppenhaus | um 1925, (Weihe 27. Mai 1929)                               | Bild gesucht BW |
| Peter-Friedhofen-Straße 1 | Augusta-Viktoria-Quelle, Brunnenhaus                      | 19. Jahrhundert                                             | Bild gesucht BW |
| Peter-Friedhofen-Straße 1 | Mariannenturm, Brunnenhaus, Saline                        | um 1790                                                     | Bild gesucht BW |
| Walfriedstraße            | Kath. Pfarrkirche St. Walfried                            | 1884–87 von Carl Friedrich Müller, veränderter Wiederaufbau |                 |